# Nedeljko Jovanović
Nedeljko Jovanović (serbisch-kyrillisch Недељко Јовановић; * 16. September 1970 in Belgrad) ist ein ehemaliger serbisch-deutscher Handballspieler.

## Karriere
Nedeljko Jovanović spielte zunächst in seiner Heimat in Belgrad und Šabac Handball. Von dort ging er nach Spanien, wo er in der Liga ASOBAL für Bidasoa Irún und TEKA Santander auflief. Ab 1995 spielte der 1,93 Meter große Rückraumspieler dann in der Handball-Bundesliga beim OSC Rheinhausen. Nachdem sich die Rheinhausener zum Jahresende 1997 aufgrund finanzieller Schwierigkeiten aus der Bundesliga zurückziehen mussten, stand Jovanović ab Januar 1998 beim TV Niederwürzbach unter Vertrag, mit dem er ins DHB-Pokalfinale 1998 einzog, in dem man aber dem THW Kiel unterlag. Als der TVN in der Saison 1998/99 in finanzielle Probleme geriet, wechselte er im Dezember 1998 zum TUSEM Essen. Bei der Wahl zum Welthandballer 1999 wurde er überraschend Zweiter hinter Rafael Guijosa. Ab Sommer 2000 lief er für die SG VfL/BHW Hameln auf und erhielt im Oktober 2000 die deutsche Staatsbürgerschaft, damit er uneingeschränkt eingesetzt werden konnte. Nachdem er im Spiel gegen den TSV Bayer Dormagen seine Gegenspieler Holger Beelmann und Jacek Będzikowski mit der Faust ins Gesicht schlug, wurde Jovanović von der Vereinsführung suspendiert. Er ging dann zur Saison 2001/02 zu Portland San Antonio, mit dem er 2002 spanischer Meister wurde. 2004 wechselte er zu Algeciras BM, den er ein Jahr später verließ und sich dem slowenischen Verein RK  Kozina anschloss. Ab 2006 lief Jovanović für  Pick Szeged auf und ab Januar 2007 für HIT Innsbruck. 2009 wechselte er zum RK Kolubara, mit dem er 2010 die serbische Meisterschaft gewann.
Nedeljko Jovanović gehörte zum Kader der jugoslawischen Nationalmannschaft, mit der er bei der Europameisterschaft 1996 in Spanien sowie den Weltmeisterschaften 1999 in Ägypten und 2001 in Frankreich jeweils den dritten Platz erreichte. Außerdem nahm er mit dem Team an den Olympischen Spielen 2000 in Sydney teil.
Jovanović übernahm im September 2018 das Co-Traineramt der serbischen Nationalmannschaft.